# Crocidura zaphiri
Crocidura zaphiri — вид ссавців родини Soricidae. Зустрічається в Ефіопії та Кенії. Його природні місця існування — субтропічні і тропічні сухі і вологі рівнинні ліси.